# Planogram
Planogram är ett schema, bilder eller en detaljerad karta över produkters placering i en butik och dess butikshyllor. Det används inom detaljhandeln för att planera och effektivisera försäljning samt för att kunder och personal ska hitta lättare utifrån förväntningar.
I en livsmedelsbutik kan planogrammet exempelvis ange exakt var flingorna ska stå och i vilken ordning varumärkena ska placeras. Planogram är baserade på studier om försäljning och produktplacering. Planogram är generella och är inte anpassade efter enskilda butikers försäljningsstatistik. Det finns särskild mjukvara för att skapa planogram i 2D och 3D.